# 宁波汽车南站
29°51′51.07″N 121°31′45.90″E / 29.8641861°N 121.5294167°E

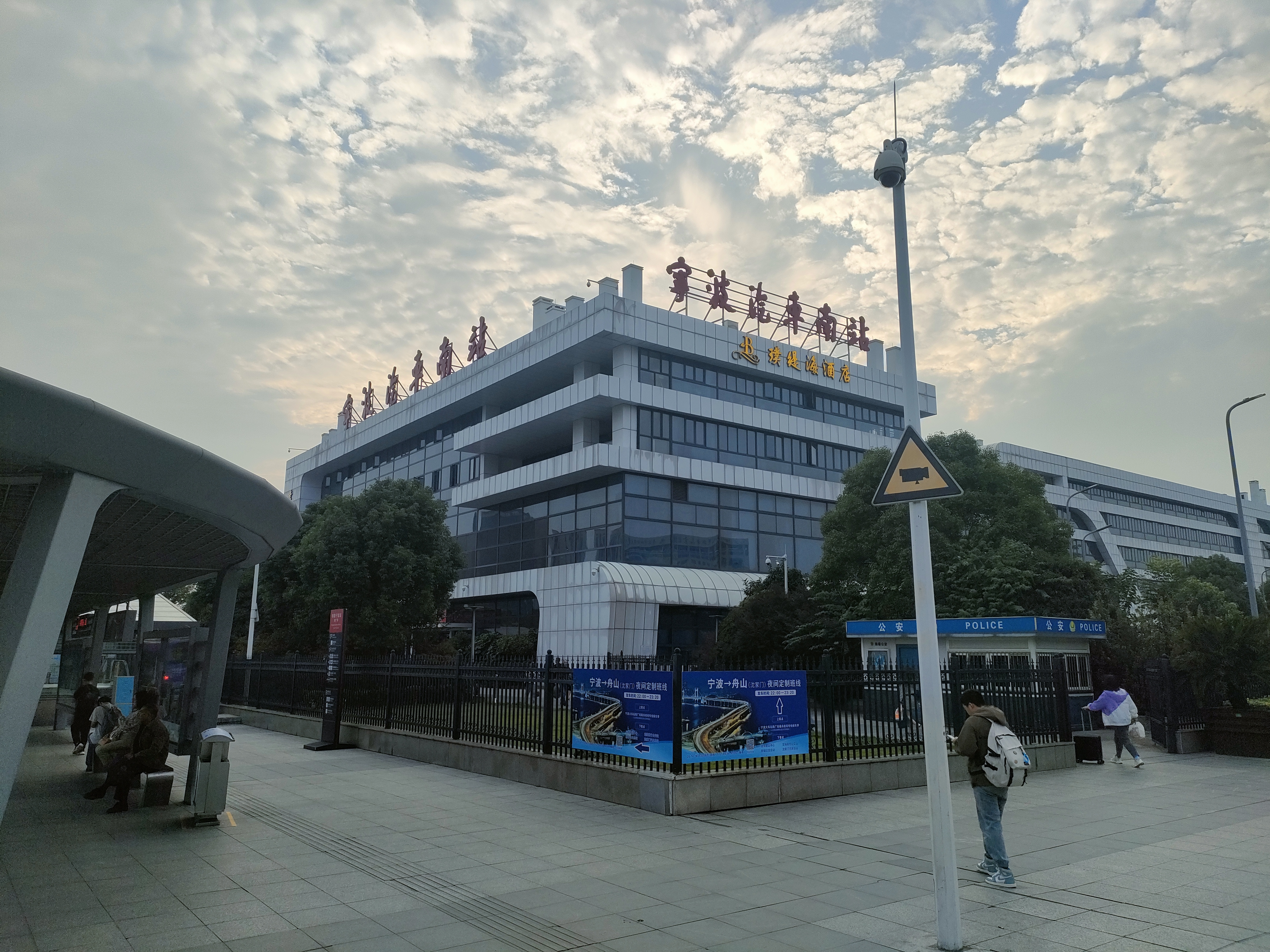
宁波汽车南站

宁波汽车南站，又称宁波公运汽车客运服务中心有限公司宁波南站，是浙江省宁波市的一座汽车客运站，位于海曙区甬水桥路408号，始建于1929年5月，最初位于鄞奉路40号，抗战时期因路毁停业，抗战胜利后于1947年恢复营业，1960年5月迁入南站西路6号，一度称为宁波汽车总站，1989年1月新客运大楼建成:295:807，2013年5月7日因宁波站枢纽建设需要临时搬迁至鄞奉路535号，2015年5月7日搬迁至宁波站南广场西侧。
宁波汽车南站现址总面积17200平方米，总建筑面积38200平方米，共五层，为地下一层，地上四层，售票大厅和候车大厅位于一层，设有11个售票口，12个检票口，售票厅面积650平方米，候车室面积1500平方米，主要始发上海、杭州、嘉兴、湖州、绍兴、舟山、象山、宁海、余姚、慈溪、奉化溪口等方向。